# ماریانا شرشتاد
ماریانا شرشتاد (انگلیسی: Marianne Kjørstad؛ زادهٔ ۲۷ مارس ۱۹۷۰) اسکی‌باز آلپاین اهل نروژ است.
بهترین نتیجه او در مسابقات قهرمانی جهانی نوجوانان 1987، 1988 و 1989 مقام چهارمی در اسکی مارپیچ بزرگ در دوره 1988 بود. او در مسابقات قهرمانی جهانی 1993، 1996 و 1997 هر کدام در سه ماده شرکت کرد. اوج کار او کسب مدال برنز در مسابقات جهانی اسکی ۱۹۹۶ در سیرا نوادا بود. در بازی‌های المپیک زمستانی 1994، او در سوپر جی رتبه 22 و در اسکی مارپیچ بزرگ رتبه 6 را به پایان رساند.
وی در دهه ۱۹۹۰ به چندین مقام نسخت رسید. در کل جام جهانی، او در پایان سه فصل زمستان در ۱۹۹۵ مقام دهم و در سال ۱۹۹۶ قام ۱۲ ام را به دست آورد. در سال ۱۹۹۷ کنجستاد از مسابقه استعفا داد.